# Kennedy Mweene
Kennedy Mweene   (Lusaka, 11 de desembre de 1984) és un exfutbolista zambià de la dècada de 2010.
Fou internacional amb la selecció de futbol de Zàmbia.
Pel que fa a clubs, destacà a Free State Stars i Mamelodi Sundowns.